# Wietrzna Dziura w Magurce
Wietrzna Dziura w Magurce, Wietrzna Dziura lub Smocza Jama – jaskinia w zachodniej części Beskidu Małego, w obrębie Parku Krajobrazowego Beskidu Małego. Grota leży w grzbietowej partii Magurki około 0,8 km na wschód od schroniska PTTK, kilkadziesiąt metrów na południe od szlaku turystycznego. Znajduje się w Wilkowicach w województwie śląskim, w powiecie bielskim. Nieopodal przebiega granica z gminą Łodygowice.
Od marca 1993 roku grota jest pomnikiem przyrody nieożywionej.
We wnętrzu jaskini zaobserwowano wiele gatunków mchów. Ze zwierząt występują tu liczne pajęczaki, szczerbówka ksieni i nocek duży.

## Historia
Po raz pierwszy wymieniona została w „Dziejopisie żywieckim” A. Komonieckiego powstałym w 1704 r., a tak opisał ją kronikarz: „Niedaleko od Skrzecznie jest góra w Łodygowskim Państwie nazwana Magórka, a tam ma bydź dziura jedna, w którą gdyby kaczora wpuścił, w Jaworzu, za Bielskiem mila, wypłynąłby wodą”. Oprócz tego opisywana była w przewodnikach turystycznych K. Sosnowskiego w I połowie XX w. i w „Ilustrowanym przewodniku po Galicji” M. Orłowicza (1919).

## Budowa
Jaskinia posiada podłużny kształt, jest wąskim, 20-metrowym korytarzem, pomiędzy skałami, który lekko obniża się od wejścia w dół. Strop korytarza jest płaski, a jego dno tworzy rumowisko głazów. Od głównego, obszernego korytarza, w jego części środkowej i końcowej odchodzą ciasne, kilkumetrowe korytarzyki. Jaskinia powstała w wyniku rozszerzania się szczelin ciosowych w strefie grzbietowej masywu Magurki i jest charakterystycznym przykładem jaskini pseudokrasowej typu szczelinowego.